# Горное Елохово
Го́рное Ело́хово — деревня в Потанинском сельском поселении Волховского района Ленинградской области.

## История
На карте Санкт-Петербургской губернии Ф. Ф. Шуберта 1834 года упоминается деревня Горное Елохово и близ неё усадьба Воронцова.

ЕЛОХОВА — деревня принадлежит Казённому ведомству, число жителей по ревизии: 19 м. п., 27 ж. п. (1838 год)

Деревня Горная Елохова отмечена на карте Ф. Ф. Шуберта 1844 года.

ЕЛОХОВО — деревня Ведомства государственного имущества, по просёлочной дороге, число дворов — 11, число душ — 23 м. п. (1856 год)

ЕЛОХОВО ГОРНОЕ — деревня владельческая при реке Вороновке, число дворов — 15, число жителей: 24 м. п., 26 ж. п. (1862 год)

Согласно карте из «Исторического атласа Санкт-Петербургской Губернии» 1863 года деревня называлась Горная Елохова, близ неё находились Скотный двор и мыза.
Согласно епархиальным сведениям 1899 года деревня называлась Елохово Горнее и относилась к приходу церкви Рождества Богородицы Вороновского погоста.
В конце XIX — начале XX века деревня административно относилась к Шахновской волости 3-го стана Новоладожского уезда Санкт-Петербургской губернии.
По данным «Памятной книжки Санкт-Петербургской губернии» за 1905 год деревня называлась Горное-Елохово и входила в состав Шахновского сельского общества.
С 1917 по 1923 год деревня входила в состав Овкульского сельсовета Шахновской волости Новоладожского уезда.
С 1923 года в составе Пашской волости Волховского уезда.
С 1924 года в составе Подбережского сельсовета.
С 1926 года в составе Шолтовского сельсовета.
С 1927 года в составе Пашского района. В 1927 году население деревни составляло 71 человек.
С 1928 года вновь в составе Подбережского сельсовета.
По данным 1933 года деревня Горное Елохово входила в состав Шахновского сельсовета Пашского района.

Деревня Горное Елохово на карте 1940 года

С 1955 года в составе Новоладожского района.
В 1958 году население деревни составляло 20 человек.
С 1960 года в составе Потанинского сельсовета.
С 1963 года в составе Волховского района.
По данным 1966 и 1973 годов деревня Горное Елохово также входила в состав Потанинского сельсовета.
По данным 1990 года деревня Горное Елохово в составе Волховского района не значилась.
В 1997 году в деревне Горное Елохово Потанинской волости проживали 2 человека, в 2002 году — 5 человек (все русские).
В 2007 году в деревне Горное Елохово Потанинского СП не было постоянного населения.

## География
Деревня расположена в северо-восточной части района на автодороге 41К-376 (Низино — Потанино — Хмелевик).
Расстояние до административного центра поселения — 6 км.
Расстояние до ближайшей железнодорожной станции Юги — 10 км.
Деревня находится на правом берегу реки Воронежка.

## Демография
| 1862 | 2002 | 2007 | 2010 | 2017 |
| ---- | ---- | ---- | ---- | ---- |
| 50   | ↘5   | ↘0   | ↗3   | ↘0   |

Согласно данным Всероссийской переписи населения 2021 года в деревне не было постоянного населения.